# Hurretrin
Hurretrin er en form for trin man kan møde ved en beskrivelse af en dans. Man sætter oftest højre fod foran og humper i danseretningen rundt i kredsen til musikken i den pågældende reprise. I nogle danse kan man komme ud for at skulle skifte retning og danse den anden vej rundt i kredsen, så svinger man det venstre ben for an. Foden skal pege lige ind mod midten. Når man svinger er det oftest hurretrin man bruger medmindre instruktøren har sagt noget andet.